# Arthur McKinlay
Arthur McKinlay, né le 20 janvier 1932 à Détroit et mort le 10 août 2009, est un rameur d'aviron américain. 

## Carrière
Arthur McKinlay participe aux Jeux olympiques de 1956 à Melbourne et remporte la médaille d'argent avec le quatre sans barreur américain composé de James McIntosh, John Welchli et John McKinlay.